# EuroHockey Club Champions Cup 2005 (Herren, Feld)
Die 32. Austragung des EuroHockey Club Champions Cup (Herren, Feld) fand vom 13. – 16. Mai 2005 in der niederländischen Hauptstadt Amsterdam statt. Titelverteidiger Real Club de Polo de Barcelona konnte sich national nicht qualifizieren.
Insgesamt gab es mit Amsterdam, Club an der Alster, Reading und Rotweiss Wettingen vier Teams, die bereits 2004 teilnahmen. Der gastgebende Amsterdamsche H&BC sicherte sich erstmals den Titel durch ein 1:0 im Finale gegen Reading HC.

## EuroHockey Club Champions Cup
Gruppe A
Freitag, 13. Mai 2005
- 10:00 A Atlètic Terrassa  – Western Wildcats HC  3:0
- 12:00 A Reading HC  – HC Rotweiss Wettingen  3:1

Samstag, 14. Mai 2005
- 10:00 A: Atlètic Terrassa  – HC Rotweiss Wettingen  7:2 (4:2)
- 12:00 A: Reading HC  – Western Wildcats HC  2:0 (2:2)???

Sonntag, 15. Mai 2005
- 10:00 A: HC Rotweiss Wettingen  – Western Wildcats HC  2:3 (0:2)
- 12:00 A: Atlètic Terrassa  – Reading HC  1:4 (1:1)

| .   |                       |      |        |
| Pos | Verein                | Tore | Punkte |
| 1.  | Reading HC            | 9:2  | 9      |
| 2.  | Atlètic Terrassa      | 11:6 | 6      |
| 3.  | Western Wildcats HC   | 3:7  | 3      |
| 4.  | HC Rotweiss Wettingen | 5:13 | 0      |

Gruppe B
Freitag, 13. Mai 2005
- 14:00 A Club an der Alster  – Slavia Prag  6:1 (3:1)
- 16:00 A Amsterdamer H&BC  – Royal Léopold Club  10:0 (2:0)

Samstag, 14. Mai 2005
- 14:00 A: Club an der Alster  – Royal Léopold Club  2:1 (1:0)
- 16:00 A: Amsterdamer H&BC  – Slavia Prag  6:0 (3:0)

Sonntag, 15. Mai 2005
- 14:00 A: Royal Léopold Club  – Slavia Prag  3:2 (1:2)
- 16:00 A: Amsterdamer H&BC  – Club an der Alster  5:4 (1:1)

| .    |                    |      |        |
| Pos. | Verein             | Tore | Punkte |
| 1.   | Amsterdamer H&BC   | 21:4 | 9      |
| 2.   | Club an der Alster | 12:7 | 6      |
| 3.   | Royal Léopold Club | 4:14 | 3      |
| 4.   | Slavia Prag        | 3:15 | 0      |

Platzierungsspiele
Montag, 16. Mai 2005
- 09:00 Abstiegsspiel 4.A – 3.B: HC Rotweiss Wettingen  – Royal Léopold Club  0:5 (0:2)
- 10:00 Abstiegsspiel 3.A – 4.B: Western Wildcats HC  – Slavia Prag  1:1 (1:1) 3:4 n.7-m
- 11:30 Spiel um Platz 3: Atlètic Terrassa  – Club an der Alster  6:2 (3:1)
- 14:00 Finale: Reading HC  – Amsterdamer H&BC  0:1

## EuroHockey Club Champions Trophy
Die EuroHockey Club Champions Trophy fand vom 12. – 15. Mai 2005 in der Stadt Brest in Belarus statt. Sie bildete den ersten Unterbau zum EuroHockey Club Champions Cup. Die Clubs spielten neben dem Titel auch um Auf- und Abstieg ihrer nationalen Verbände für die folgende Europapokalsaison.
Gruppe A
Donnerstag, 12. Mai 2005
- 11:00 A Wiener AC  – LEK Lipovci HC  7:2 (3:1)
- 13:00 A CA Montrouge  – Cardiff HC  2:0 (1:0)

Freitag, 13. Mai 2005
- 11:00 A: Wiener AC  – Cardiff HC  5:1 (2:1)
- 13:00 A: CA Montrouge  – LEK Lipovci HC  10:2 (5:2)

Samstag, 14. Mai 2005
- 10:00 A: Cardiff HC  – LEK Lipovci HC  1:2 (1:0)
- 12:00 A: Wiener AC  – CA Montrouge  3:6 (0:4)

| .   |                |      |        |
| Pos | Verein         | Tore | Punkte |
| 1.  | CA Montrouge   | 18:5 | 9      |
| 2.  | Wiener AC      | 15:9 | 6      |
| 3.  | LEK Lipovci HC | 6:18 | 3      |
| 4.  | Cardiff HC     | 2:9  | 0      |

Gruppe B
Donnerstag, 12. Mai 2005
- 15:00 B HC Olympia Kolos Sekvoia  – HC Dinamo Kasan  2:2 (2:0)
- 17:30 B  KS Pocztowiec Posen  – SC Stroitel Brest  1:0 (0:0)

Freitag, 13. Mai 2005
- 15:00 B: KS Pocztowiec Posen  – HC Dinamo Kasan  7:0 (2:0)
- 17:00 B: HC Olympia Kolos Sekvoia  – SC Stroitel Brest  0:6 (0:5)

Samstag, 14. Mai 2005
- 14:00 B:  KS Pocztowiec Posen  – HC Olympia Kolos Sekvoia  3:1 (2:0)
- 16:00 B:  HC Dinamo Kasan  – SC Stroitel Brest  5:5 (2:2)

| .    |                       |      |        |
| Pos. | Verein                | Tore | Punkte |
| 1.   | Pocztowiec Posen      | 11:1 | 9      |
| 2.   | SC Stroitel Brest     | 11:6 | 4      |
| 3.   | HC Dinamo Kasan       | 7:14 | 2      |
| 4.   | Olympia Kolos Sekvoia | 3:11 | 1      |

Platzierungsspiele
Sonntag, 15. Mai 2005
- 08:00 Abstiegsspiel 4.A – 3.B: Cardiff HC  – HC Dinamo Kasan  2:3 (1:0)
- 10:30 Abstiegsspiel 3.A – 4.B: LEK Lipovci HC  – HC Olympia Kolos Sekvoia  2:3 (1:1)
- 13:00 Aufstiegsspiel 2.A – 1.B: Wiener AC  – Pocztowiec Posen  1:5 (0:2)
- 15:30 Aufstiegsspiel 1.A – 2.B: CA Montrouge  – SC Stroitel Brest  1:2 (0:2)

Endstand
- 1. Pocztowiec Posen  (Aufstieg für Polen zum Euro Hockey Club Champions Cup 2006)
- 1. SC Stroitel Brest  (Aufstieg für Belarus zum Euro Hockey Club Champions Cup 2006)
- 3. CA Montrouge
- 3. Wiener AC
- 5. HC Dinamo Kasan
- 5. Olympia Kolos Sekvoia
- 7. LEK Lipovci HC  (Abstieg für Slowenien zur EuroHockey Club Champions Challenge 2006)
- 7. Cardiff HC  (Abstieg für Wales zur EuroHockey Club Champions Challenge 2006)

## EuroHockey Club Champions Challenge
Die EuroHockey Club Champions Challenge fand vom 13. – 16. Juni 2005 in der Stadt Zagreb in Kroatien statt. Sie bildete den zweiten Unterbau zum EuroHockey Club Champions Cup. Die Clubs spielten neben dem Titel auch um Auf- und Abstieg ihrer nationalen Verbände für die folgende Europapokalsaison.
Gruppe A
Freitag, 13. Mai 2005
- 10:00 A Instonians HC  – Hockey Team-85  7:0 (1:0)
- 12:00 A Grammarians  – Rosco SE  9:0 (4:0)

Samstag, 14. Mai 2005
- 10:00 A: Instonians HC  – Rosco SE  1:0 (0:0)
- 12:00 A: Grammarians  – Hockey Team-85  12:2 (7:1)

Sonntag, 15. Mai 2005
- 10:00 A: Rosco SE  – Hockey Team-85  8:4 (3:2)
- 12:00 A: Instonians HC  – Grammarians  1:1 (1:0)

| .   |                |      |        |
| Pos | Verein         | Tore | Punkte |
| 1.  | Grammarians HC | 22:3 | 7      |
| 2.  | Instonians HC  | 9:1  | 7      |
| 3.  | Rosco SE       | 8:14 | 3      |
| 4.  | Hockey Team-85 | 6:27 | 0      |

Gruppe B
Freitag, 13. Mai 2005
- 14:00 A SG Amsicora  – Orient Lyngby  6:4 (2:2)
- 16:00 A HK Marathon  – Ramaldense HC  3:1 (2:0)

Samstag, 14. Mai 2005
- 14:00 A: SG Amsicora  – Ramaldense HC  8:2 (5:1)
- 16:00 A: HK Marathon  – Orient Lyngby  1:5 (1:4)

Sonntag, 15. Mai 2005
- 14:00 A: SG Amsicora  – HK Marathon  4:1 (3:0)
- 16:00 A: Ramaldense HC  – Orient Lyngby  5:6 (2:3)

| .   |               |       |        |
| Pos | Verein        | Tore  | Punkte |
| 1.  | SG Amsicora   | 18:7  | 9      |
| 2.  | Orient Lyngby | 15:12 | 6      |
| 3.  | HK Marathon   | 5:10  | 3      |
| 4.  | Ramaldense HC | 8:17  | 0      |

Platzierungsspiele
Montag, 16. Mai 2005
- 08:00 Abstiegsspiel 4.A – 3.B: Hockey Team-85  – HK Marathon  1:5 (0:2)
- 10:30 Abstiegsspiel 3.A – 4.B: Rosco SE  – Ramaldense HC  3:3 (0:1) 2:3 n.7m
- 13:00 Aufstiegsspiel 2.A – 1.B: Instonians HC  – SG Amsicora  2:1 (1:1)
- 15:30 Aufstiegsspiel 1.A – 2.B: Grammarians HC  – Orient Lyngby  4:1 (3:1)

Endstand
- 1. Grammarians HC  (Aufstieg für Gibraltar zur EuroHockey Club Champions Trophy 2006)
- 1. Instonians HC  (Aufstieg für Irland zur Euro Hockey Club Champions Trophy 2006)
- 3. Orient Lyngby
- 3. SG Amsicora
- 5. Ramaldense HC
- 5. HK Marathon
- 7. Rosco SE
- 7. Hockey Team-85  (Abstieg für Finnland zur EuroHockey Club Champions Challenge  II 2006)

## EuroHockey Club Champions Challenge II
Die EuroHockey Club Champions Challenge II fand vom 12. – 15. Juni 2005 in Kordin auf Malta statt. Sie bildete den dritten Unterbau zum EuroHockey Club Champions Cup. Die Clubs spielten neben dem Titel auch um den Aufstieg ihrer nationalen Verbände für die folgende Europapokalsaison.
Spielplan
Donnerstag, 12. Mai 2005
- 15:00 A MB Trikotex  – Aker HC  7:1 (4:0)
- 17:30 A Kecioren Belediye  – Partille Sport Club  0:7 (0:2)

Freitag, 13. Mai 2005
- 10:30 A: Kecioren Belediye  – Rabat Depiro HC  1:3 (0:1)
- 15:00 A: MB Trikotex  – Partille Sport Club  4:1 (1:0)
- 17:30 A: Rabat Depiro HC  – Aker HC  3:1 (3:0)

Samstag, 14. Mai 2005
- 14:30 A: Partille Sport Club  – Rabat Depiro HC  3:0 (1:0)
- 16:30 A: Aker HC  – Kecioren Belediye  2:1 (0:1)

Sonntag, 15. Mai 2005
- 09:30 A: MB Trikotex  – Kecioren Belediye  12:1 (7:1)
- 13:30 A: Aker HC  – Partille Sport Club  1:11 (1:6)
- 16:00 A: Rabat Depiro HC  – MB Trikotex  0:3 (0:1)

| .   |                      |      |        |
| Pos | Verein               | Tore | Punkte |
| 1.  | MB Trikotex          | 26:3 | 12     |
| 2.  | Partille Sport Club  | 22:5 | 9      |
| 3.  | Rabat Depiro HC      | 6:8  | 6      |
| 4.  | Aker HC              | 5:22 | 3      |
| 5.  | Kecioren Belediye SC | 3:24 | 0      |

Endstand
- 1. MB Trikotex  (Aufstieg für Serbien und Montenegro zur EuroHockey Club Champions Challenge 2006)
- 2. Partille Sport Club
- 3. Rabat Depiro HC
- 4. Aker HC
- 5. Kecioren Belediye SC

## Quelle
Deutsche Hockey Zeitung Mai 2005